# 第5回世界大学野球選手権大会日本代表
第5回世界大学野球選手権日本代表（だい5かいせかいだいがくやきゅうせんしゅけんにほんだいひょう）は、2010年7月から8月にかけて日本で行われた「Panasonic第5回世界大学野球選手権大会」に出場するために編成された大学生野球の日本代表チームである。
過去の代表経験者のほか、直近に行われた第59回全日本大学野球選手権大会での活躍も踏まえて45選手が代表候補に選抜され、6月19日から3日間、平塚球場で行われた選考合宿の結果22人が選出された。斎藤佑樹は日米大学野球選手権大会も含め史上初の4年連続代表選出となった。

## 代表メンバー

### 監督・コーチ
括弧内は選出当時の所属
- 監督：30 榎本保（近畿大学監督）
- コーチ：40 應武篤良（早稲田大学監督）
- コーチ：50 横井人輝（東海大学監督）
- コーチ：55 古川祐一（神奈川大学監督）

### 選手
No.は背番号。所属は選出当時。
| 位置   | No. | 氏名       | 所属         | 学年 |
| ------ | --- | ---------- | ------------ | ---- |
| 投手   | 1   | 斎藤佑樹   | 早稲田大学   | 4年  |
| 投手   | 11  | 菅野智之   | 東海大学     | 3年  |
| 投手   | 14  | 乾真大     | 東洋大学     | 4年  |
| 投手   | 15  | 大石達也   | 早稲田大学   | 4年  |
| 投手   | 17  | 藤岡貴裕   | 東洋大学     | 3年  |
| 投手   | 18  | 加賀美希昇 | 法政大学     | 4年  |
| 投手   | 20  | 野村祐輔   | 明治大学     | 3年  |
| 投手   | 21  | 中後悠平   | 近畿大学     | 3年  |
| 捕手   | 22  | 小池翔大   | 青山学院大学 | 4年  |
| 捕手   | 27  | 伏見寅威   | 東海大学     | 2年  |
| 内野手 | 2   | 井上晴哉   | 中央大学     | 3年  |
| 内野手 | 3   | 渡邉貴美男 | 國學院大學   | 4年  |
| 内野手 | 4   | 阿部俊人   | 東北福祉大学 | 4年  |
| 内野手 | 5   | 鈴木大地   | 東洋大学     | 3年  |
| 内野手 | 6   | 荒木郁也   | 明治大学     | 4年  |
| 内野手 | 7   | 岡崎啓介   | 立教大学     | 3年  |
| 内野手 | 8   | 松本幸一郎 | 立教大学     | 2年  |
| 内野手 | 26  | 多木裕史   | 法政大学     | 2年  |
| 外野手 | 9   | 伊藤隼太   | 慶應義塾大学 | 3年  |
| 外野手 | 10  | 伊志嶺翔大 | 東海大学     | 4年  |
| 外野手 | 24  | 長谷川雄一 | 近畿大学     | 4年  |
| 外野手 | 25  | 若松政宏   | 近畿大学     | 4年  |